# Die fünfte Frau (2002)
Die fünfte Frau (Originaltitel: Den 5:e kvinnan) ist ein in schwedisch-norwegisch-dänischer Koproduktion entstandener TV-Krimi aus dem Jahr 2002, der auf dem gleichnamigen Roman von Henning Mankell basiert. Die Hauptrolle übernahm Rolf Lassgård, Regie führte Birger Larsen.
Eine weitere Verfilmung des Romans fand im Jahr 2010 unter dem Titel Kommissar Wallander: Die fünfte Frau mit Kenneth Branagh in der Titelrolle statt.

## Handlung
Algerien 1994: Vier französische Nonnen und eine schwedische Touristin werden von Fundamentalisten ermordet. Ein Jahr später ereignet sich im Süden Schwedens eine Mordserie; die Opfer sind ausschließlich Männer: Ein älterer Herr mit einer Vorliebe für Vogelgedichte, ein Orchideenliebhaber sowie ein Forscher, der mit Steinen im See ertränkt wurde. In allen Fällen mussten die Opfer lang und qualvoll sterben. Kommissar Wallander steht vor einem Rätsel: Warum tötet der Serienmörder scheinbar harmlose Bürger auf derart brutale Weise? Bei seinen Ermittlungen stößt er darauf, dass zu den Morden in Algerien eine Verbindung besteht und dass es sich bei dem Täter offenbar um eine Frau handelt. Die Krankenschwester Yvonne Ander ist dringend tatverdächtig, aber nicht aussagebereit.

## Hintergrund
Die deutsche Fassung wurde 2002 vom ZDF synchronisiert und im Dezember desselben Jahres als Zweiteiler ausgestrahlt. Der Film ist die fünfte Wallander-Verfilmung, da die neueren Verfilmungen von der Chronologie der Bücher abweichen, und erschien am 17. Februar 2003 als DVD-Version inklusive der Dokumentation Die Welten des Henning Mankell.
Neben den zum zweiten Mal eingesetzten neuen Schauspielern von Wallanders Kollegen tritt auch zum ersten Mal Maya Thysell in den Filmen auf, eine Kollegin Wallanders, mit der er eine Affäre eingeht, die aber in der literarischen Vorlage nicht existiert.

## Kritik
Die Fernsehzeitschrift prisma urteilte, die Romanverfilmung sei „ein packender Thriller, der gleichzeitig auch ein vielschichtiges Porträt Schwedens abliefert“. Dass „die Vorlage in einigen Punkten geändert wurde“ würde die Spannung fördern. TV Spielfilm gab dem Film die bestmögliche Bewertung (Daumen nach oben) und bezeichnete ihn als „düsteres Drama um brutale Selbstjustiz“.

## Auszeichnungen
Der Zweiteiler wurde beim Filmfestival in Venedig als beste Miniserie ausgezeichnet. Bei der Cologne Conference 2002 erhielt Birger Larsen zudem den Preis in der Kategorie „Best Fiction Program“.